# Pterolepis elymica
Pterolepis elymica är en insektsart som beskrevs av Galvagni och Massa 1980. Pterolepis elymica ingår i släktet Pterolepis och familjen vårtbitare. Inga underarter finns listade i Catalogue of Life.